# Hélio Prates da Silveira
Hélio Prates da Silveira (São Gabriel, 29 de outubro de 1920 — Porto Alegre 12 de dezembro de 1997) foi um matemático, arquiteto, militar, professor e político brasileiro. Foi governador do Distrito Federal entre os anos de 1969 e 1974.
Gaúcho de São Gabriel, filho de Rômulo Gomes Da Silveira e Cândida Célia Prates Da Silveira.
Hélio Prates da Silveira chegou ao governo do Distrito Federal após sucessivos cargos na área militar. Foi como tenente-coronel que ocupou o cargo de primeiro governador do Distrito Federal entre 1969 a 1974. No seu governo foram construídos a Ponte das Garças (Gilberto Salomão), o Ginásio Nilson Nelson e o Hospital Regional de Taguatinga. Foi presidente da Companhia de Erradicação das Invasões (CEI), que deu origem à Ceilândia em março de 1971.
A Avenida Hélio Prates, em Taguatinga, foi batizada em sua homenagem, assim como o antigo Estádio Governador Hélio Prates da Silveira, atualmente Estádio Nacional de Brasília Mané Garrincha.
Foi casado com  Vera Prates.